# Mohamed Youssouf Osman
Mohamed Youssouf Osman (17 de julho de 1997) é um futebolista djibutiano que atua como meia. Atualmente joga pela Association Sportive d'Ali-Sabieh.

## Carreira internacional
Mohamed foi convocado pelo então técnico da seleção nacional Noureddine Gharsalli para as partidas qualificatórias para a Copa Africana de Nações de 2017. Teve sua primeira oportunidade em 12 de junho de 2015, na partida contra a Tunísia, em que entrou aos 35' do segundo tempo, substituindo Darar Djama Aboubaker na derrota por 8 a 1.